# Fletch – Der Tausendsassa
Fletch – Der Tausendsassa (Alternativtitel: Fletch 2 – Der Troublemaker kehrt zurück, Originaltitel: Fletch Lives) ist eine US-amerikanische Filmkomödie aus dem Jahr 1989. Sie ist eine Fortsetzung der Komödie Fletch – Der Troublemaker aus dem Jahr 1985. Die Regie führte Michael Ritchie, das Drehbuch schrieben Gregory Mcdonald und Leon Capetanos. Die Hauptrolle spielte Chevy Chase.

## Handlung
Der in Los Angeles lebende Zeitungsreporter Irwin Fletcher wird in der Redaktion von einer Anwältin aus dem Süden der USA angerufen und benachrichtigt, dass seine dort lebende Tante gestorben sei. Fletcher erbt eine Immobilie, die als Plantage bezeichnet wird. Daraufhin kündigt er den Job in der Redaktion, obwohl sein Chef meint, er würde ohne die Suche nach der Wahrheit nicht leben können.
Das Anwesen erweist sich als baufälliges Gebäude. Fletcher geht mit der jungen Anwältin ins Bett, noch in derselben Nacht wird sie vergiftet. Der Fernsehprediger Jimmy Lee Farnsworth bietet Fletcher für das Haus eine hohe Geldsumme, ein religiös orientierter Freizeitpark soll um das Grundstück von Fletcher erweitert werden. Das Haus brennt ab. Fletcher findet heraus, dass die Anwältin von einem ortsansässigen Anwalt ermordet wurde, der zu vertuschen versucht, dass er auf dem Grundstück Fletchers Giftmüll deponiert hatte. Der Mörder wird vom angeblichen Diener Fletchers, der sich als ein FBI-Agent erweist, in Notwehr erschossen.
Fletcher kehrt in seine Redaktion zurück. Von der Versicherung bekommt er 100.000 US-Dollar Entschädigung. Der Anwalt seiner Ex-Frau drängt auf die Übereignung des geerbten Anwesens, ohne Kenntnis des dort deponierten Giftmülls, wofür auf sämtliche künftigen Unterhaltszahlungen verzichtet wird. Fletcher willigt mit Freude ein, täuscht aber Zorn vor.

## Synchronisation
| Rolle                   | Darsteller        | Sprecher              |
| ----------------------- | ----------------- | --------------------- |
| Irwin „Fletch“ Fletcher | Chevy Chase       | Lutz Riedel           |
| Hamilton Johnson        | Hal Holbrook      | Henning Schlüter      |
| Jimmy Lee Farnsworth    | R. Lee Ermey      | Manfred Reddemann     |
| Frank Walker            | Richard Libertini | Rolf Jülich           |
| Ben Dover               | Randall Cobb      | Ben Hecker            |
| Calculus Entropy        | Cleavon Little    | Andreas von der Meden |
| Marvin Gillet           | George Wyner      | Harald Pages          |
| Amanda Ray Ross         | Patricia Kalember | Heidi Berndt          |
| Ku-Klux-Klan-Anführer   | Geoffrey Lewis    | Helgo Liebig          |

## Kritiken
Fletch – Der Tausendsassa erhielt im Gegensatz zu seinem Vorgänger eher mäßige Kritiken.
Roger Ebert bezeichnete den Film in der Chicago Sun-Times vom 17. März 1989 als „mutlos“ und warf ihm zahlreiche „Filmklischees“ vor. Er fand es lediglich unterhaltsam, dass es Menschen gäbe, die Nerven hätten, solche Filme zu machen. Ebert lobte nur eine Szene über einen Tagtraum von Chases Figur und die Leinwandpräsenz von R. Lee Ermey.

„Eine als Nummernrevue angelegte Kriminalgroteske, die ganz auf den Hauptdarsteller Chevy Chase zugeschnitten ist; die Pointen schwanken erheblich im Niveau, vor allem auch ‚dank‘ einer blödelnden Synchronisation. Mit den ‚Fletch‘-Romanen von Gregory McDonald hat der Film nur noch wenig zu tun; auch an die Qualitäten des Vorgängers […] kommt er nie heran.“

„Man muss schon ein Chevy-Chase-Fan sein, um die schlampig synchronisierten Gags zu ertragen. Der Vorläufer […] war flotter und frecher. Fazit: Blödelnde, kleine Nummernrevue.“

## Hintergründe
Die Dreharbeiten fanden in Louisiana statt, unter anderem diente das Hauptgebäude von The Houmas als Kulisse für Fletchs geerbtes Anwesen. Das Einspielergebnis in den Kinos der USA betrug 35,2 Millionen US-Dollar.